# Colobaspis neavei
Colobaspis neavei es una especie de coleóptero de la familia Megalopodidae.

## Distribución geográfica
Habita en Uganda.